# Figuras de Acámbaro
A figuras de Acámbaro são uma coleção de mais de 32 mil peças encontradas em Acámbaro, no estado de Guanajuato, México, por Waldemar Julsrud. Essas estatuetas parecem representar dinossauros, animais extintos e pessoas de culturas do velho continente.
Dado que lembram dinossauros, as figuras são algumas vezes citadas como anacronismos. Alguns criacionistas afirmam a existência de tais figuras como uma evidência para a coexistência de humanos e dinossauros, em uma tentativa de colocar em dúvida os métodos científicos de datação e potencialmente oferecer apoio a uma interpretação literal da Bíblia.
Entretanto, não há evidência confiável para a validade das figuras de Acambaro como artefatos verdadeiramente antigos; evidências arqueológicas e paleontológicas apontam sua manufatura recente, e os motivos de muitos que defendem sua autenticidade são questionáveis (incluindo-se grupos de pseudoarqueologia).

## Descobrimento

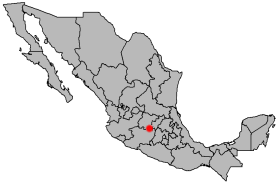
Localização de Acambaro.

As figuras foram reveladas ao público em 1944 por Waldemar Julsrud, um comerciante de ferragens de origem alemã. Dennis Swift, um Criacionista da Terra Jovem e propagador da autenticidade das estatuetas, alega que Julsrud encontrou os objetos enquanto descia a montanha El Toro a cavalo e contratou locais, concordando em pagar um peso por cada estatueta que estivesse completa, ou pudesse ser facilmente reparada.
As circunstâncias da "escavação" das figuras são motivo de suspeita. Julsrud afirma que pagou a camponeses por cada figura que lhe entregaram, tornando plausível a fabricação das estatuetas para que fossem vendidas como relíquias autênticas.
O arqueólogo Charles C. DiPeso analisou as estatuetas e determinou que elas não eram autênticas, apontando superfícies não gastas, sem solo compactado entre suas ranhuras, e com solo de diversas camadas misturado nos buracos de onde foram desenterradas.
Mark Isaak, do website TalkOrigins Archive, também observou que fósseis de dinossauros nunca foram descobertos naquela região do México, tornando impossível a sua convivência com humanos no local mesmo que houvessem sobrevivido até o último milênio.